# Adéla ještě nevečeřela
Adéla ještě nevečeřela (en txec Adela no ha sopat encara) és una pel·lícula de comèdia de paròdia txeca de 1977 dirigida per Oldřich Lipský.

## Producció
El personatge principal és una paròdia del detectiu Nick Carter de les dime novel americanes. La majoria de les escenes exteriors es van rodar al voltant de Praga, incloent l'estació principal de tren de Praga, l'Hotel Paris, Hradčany, Letná Park i Konopiště. La planta carnívora i les seqüències animades van ser creades per l'artista surrealista txec Jan Švankmajer.

## Trama
És el canvi del segle xix al XX. La comtessa Thun va demanar al famós detectiu de Nova York Nick Carter que viatgés a Praga per ajudar-lo a resoldre l'estrany cas d'un gos desaparegut. Carter és assistit pel comissari de policia de Praga Ledvina. Ocorren casos d'assassinat misteriós durant les investigacions, fetes pel botànic maliciós Baró von Kratzmar i la seva planta carnívora Adela. Von Kratzmar segrestava les seves víctimes, les lligava i cada vegada que tocava un gramòfon amb la melodia "Schlafe, mein Prinzchen" (una cançó de bressol de Bernhard Flies però anteriorment associat amb Wolfgang Amadeus Mozart) és el moment que l'Adela es desperta i es menja les seves víctimes per sopar. El baró von Kratzmar es considerava un geni mal jutjat i volia venjar-se d'un dels seus antics professors. Es va anomenar "el jardiner" un criminal notori, que Nick Carter pensava que havia mort als pantans anys enrere. Amb l'ajuda d'invencions estranyes, Ledvina i Carter aconsegueixen atrapar von Kratzmar i lliurar-lo a les autoritats legals.

## Repartiment
- Michal Dočolomanský com a Nick Carter
- Rudolf Hrušínský com el comissari Josef Ledvina
- Miloš Kopecký com el baró Ruppert von Kratzmar
- Ladislav Pešek com a professor de biologia Albín Boček
- Naďa Konvalinková com a Květuška, la néta de Boček
- Václav Lohniský com a majordom de Kratzmar
- Květa Fialová com la comtessa Thun
- Olga Schoberová com a Karin
- Martin Růžek com a director de policia Franz von Kaunitz
- Karel Effa com a criminal
- František Němec com a Nick Carter (veu)
- Libuše Švormová com a Karin (veu)
- Gene Deitch com a Larry Matejka (veu)

## Recepció
La pel·lícula va ser rebuda positivament per la crítica nacional i estrangera. Sheila Benson va escriure a Los Angeles Times: "Aquesta parodia del detectiu Nick Carter està plena d'invencions, enginy de primer ordre, espectacles exquisits irònics i totes les meravelles de l'art nou a Praga. Seattle Times va comparar favorablement Lipský amb Mel Brooks.

## Premis i nominacions
- 1978: Premi a la millor fotografia a l'XI Festival Internacional de Cinema Fantàstic i de Terror.[4]
- 1980: Premis Saturn a la millor pel·lícula estrangera
- 1980: Nominació al Premi Saturn a la millor pel·lícula de fantasia[5]

La pel·lícula també va ser seleccionada com a entrada txecoslovaca per al Millor pel·lícula en llengua estrangera als Premis Oscar de 1978, però no va ser acceptada com a nominada.